# Союз ТМ-28
«Союз ТМ-28» — пилотируемый космический корабль.

## Параметры полёта
- Масса аппарата — ? т.
- Наклонение орбиты — 51,26°.
- Период обращения — 88,9 мин.
- Перигей — 220 км.
- Апогей — 273 км.

## Экипаж старта
- Падалка, Геннадий Иванович (1-й полёт) — командир
- Авдеев, Сергей Васильевич (3-й полёт) — бортинженер
- Батурин, Юрий Михайлович (1-1 полёт) — космонавт-исследователь

## Экипаж возвращения
- Падалка, Геннадий Иванович
- Иван Белла (Словакия)

## Описание полёта
Экспедиция посещения орбитальной научной станции «Мир».